# Remo Bertoni
Remo Bertoni (Giubiano, Varese, 21 de junio de 1909 - 18 de septiembre de 1973) fue un ciclista italiano que fue profesional entre 1929 y 1939. Su éxito más importante fue la medalla de plata en la  Campeonato del Mundo de ciclismo de 1932 y una etapa del Giro de Italia del mismo año.

## Palmarés
1929
- 2.º en el Campeonato del Mundo de ciclismo amateur

1931
- 2 etapas en el Giro de Campania

1932
- 3.º en el Giro de Italia, más 1 etapa
- 2.º en el Campeonato del Mundo de ciclismo
- 2.º en el Campeonato de Italia en Ruta

1933
- 2.º en el Campeonato de Italia en Ruta

1934
- Gran Premio de la Montaña en el Giro de Italia

## Resultados en Grandes Vueltas y Campeonatos del Mundo
Durante su carrera deportiva ha conseguido los siguientes puestos en las Grandes Vueltas y en los Campeonatos del Mundo en carretera:
| Carrera         | 1929 | 1930 | 1931 | 1932 | 1933 | 1934 | 1935 | 1936 | 1937 | 1938 |
| --------------- | ---- | ---- | ---- | ---- | ---- | ---- | ---- | ---- | ---- | ---- |
| Giro de Italia  | -    | -    | -    | 3.º  | 19.º | 6.º  | 6.º  | Ab.  | Ab.  | -    |
| Tour de Francia | -    | -    | -    | -    | -    | -    | Ab.  | -    | -    | -    |
| Vuelta a España | -    | -    | -    | -    | -    | -    | -    | -    | -    | -    |
| Mundial en Ruta | -    | -    | -    | 2º   | Ab.  | -    | -    | -    | -    | -    |

-: no participa 

F.c.: descalificado por "fuera de control"

Ab.: abandono